# Hurricanes de Lethbridge
Les Hurricanes de Lethbridge sont une franchise de hockey sur glace junior-majeur du Canada, basée à Lethbridge en Alberta et évoluant au sein de la Ligue de hockey de l'Ouest. La franchise date du jour où les Wranglers de Calgary ont déménagé à la suite de la saison 1986-1987. Ils remportèrent le championnat de la LHOu en 1996-1997 pour la seule et unique fois de leur existence, se rendant même en finale de la Coupe Memorial, qu'ils perdirent cependant contre les Olympiques de Hull.
Les différents identités de la franchise sont les suivantes :
- Jets de Winnipeg - de 1967 à 1973
- Clubs de Winnipeg - de 1973 à 1976
- Monarchs de Winnipeg - pour la saison 1976-1977
- Wranglers de Calgary - de 1977 à 1987
- Hurricanes de Lethbridge - depuis 1987

## Les logos

2009-2011
2011-2013